# لارس فيسك
لارس فيسك (بالنرويجية البوكمول: Lars Fiske)‏ هو رسام توضيحي وكاتب ورسام كارتون نرويجي، ولد في 21 يوليو 1966 في كريستيانية في النرويج.